# Upminster (stanice metra v Londýně)
Upminster je stanice metra v Londýně, otevřená 1. května 1885. Roku 1908 proběhla elektrifikace stanice. Autobusové spojení zajišťují linky 248, 346, 347 a 370. Stanice se nachází v přepravní zóně 6 a leží na linkách:
- District Line - zde linka končí, před touto stanicí je Upminster Bridge
- National Rail
- Overground

| Rok  | Počet cestujících |
| ---- | ----------------- |
| 2011 | 4,56 mil.         |
| 2012 | 4,73 mil.         |
| 2013 | 4,96 mil.         |
| 2014 | 5,16 mil.         |